# Могила царів кімерійських
Могила царів кімерійських відома з розповіді давньогрецького історика Геродота 5 ст. до н. е. про Скіфію, згідно з якою кімерійські царі, не дійшовши згоди про долю своєї країни внаслідок вторгнення скіфів, розділились на дві частини між собою для двобою, вбивши при цьому один одного. Загиблих таким чином царів народ кімерійський поховав біля гирла Тірасу (сучасна річка Дністер), насипавши над ними високу могилу. Археологи в Нижньому Подністров'ї знайшли «кімерійські поховання» 9-8 ст. до н. е., які можуть бути зіставлені з повідомленням Геродота про Могилу царів кімерійських.